# Wojna pokus
Wojna pokus – amerykański film romantyczno-muzyczno-komediowy, wyprodukowany przez Paramount Pictures oraz MTV Films. W role główne wcielili się Cuba Gooding Jr. i Beyoncé Knowles. Dla Goodinga był to pierwszy, i do tej pory jedyny, musical, w którym wystąpił.
Wojna pokus kręcony był na terenie stanu Georgia, a finałowa scena zarejestrowana została w River Center for Performing Arts w Columbus. W role statystów wcielali się przede wszystkim mieszkańcy miast, w których nagrywano film.

## Fabuła
Darrin Hill (Cuba Gooding Jr.) jest nowojorskim biznesmenem, który ma zwyczaj nagminnego kłamania. Jego sekretarka Rosa Lopez (Lourdes Benedicto) stara się tuszować wszystkie problemy Hilla, jednak jego kłamstwa powodują, że popada w konflikt z szefem (Dakin Matthews), w konsekwencji czego traci pracę. Hill zostaje odnaleziony przez prywatnego detektywa, który mówi mu, że jego ukochana ciotka Sally (Ann Nesby) umarła.
Następnego dnia Hill wyrusza do rodzinnego Monte Carlo w Georgii, gdzie nawiedzają go wspomnienia z przeszłości. Na miejscu zaprzyjaźnia się z Luciousem (Mike Epps), kierowcą taksówki. Podczas gdy mężczyźni jadą taksówką, słyszą ekscentrycznego lokalnego DJ-a Milesa Smoke'a (Steve Harvey), który wita nowo przybyłego Darrina.
Po pogrzebie Darrin dowiaduje się, że Sally postanowiła w swojej ostatniej woli, że musi on pokierować chórem kościelnym, wziąć z nim udział w dorocznym konkursie Gospel Explosion i wygrać nagrodę 10.000 dolarów. Największy problem stanowi Paulina (Latanya Richardson), skarbnik chóru, która jest przeciwna Hillowi. Uważa, że przez niego nie spełni się jej marzenie o kierownictwie chórem. Hill ma kłopoty ze szkoleniem członków zespołu, jednak z czasem odnajduje sposób na przyciągnięcie ich do chóru. Mówi większości, że każdy dostanie po połowie ewentualnej wygranej. Jednak w rzeczywistości nie zamierza dzielić się z nikim pieniędzmi. Pogarszająca się sytuacja sprawia, że Darrin jest gotów się poddać, ale wszystko zmienia się, gdy spotyka swoją dziecięcą sympatię, Lilly (Beyoncé Knowles). Lilly wyrosła na piękną kobietę, która w dodatku była wokalistką w lokalnym klubie. Hill właśnie tam słyszy ją po raz pierwszy, gdy wykonuje „Fever”. Początkowo stara się z nią flirtować, jednak Lilly odrzuca jego zalety tłumacząc, że ma zazdrosnego chłopaka, Deana. Później okazuje się, że Dean jest w rzeczywistości jej nieślubnym synem. Ostatecznie Darrin namawia Lilly do dołączenia do chóru oraz dowiaduje się, kim jest Dean.
Darrin zapomina, aby zapisać chór na przesłuchanie konkursowe. Jednak, na szczęście dla nich, jednym z sędziów okazuje się strażnik więzienny Luther Washington (Faizon Love). Pozwala on wystąpić członkom chóru dla więźniów, a jeśli koncert wypadnie dobrze, będą mogli wziąć udział w konkursie. Dzięki Lilly Washington decyduje, że chór może uczestniczyć w konkursie. Poza tym pozwala, aby do chóru dołączyło trzech więźniów, którzy potrafią dobrze śpiewać: Bee-Z Briggs (T-Bone), Lightfoot (Chris Cole) oraz Johnson (Montell Jordan).
Po tygodniach sukcesu chór zdobywa dużą popularność, przyciągając ludzi zarówno do kościoła, jak i zespołu. Darrin zaczął również spotykać się z Lilly, a po pierwszym pocałunku para zdecydowała o tymczasowej abstynencji seksualnej (wojnie z pokusami), co tłumaczy tytuł filmu. Wszystko zmienia się, gdy Paulina otrzymuje telefon od Rosy, byłej sekretarki Hilla, od której dowiaduje się o przeszłości mężczyzny.
Dzień później, podczas pikniku kościelnego, Paulina ujawnia sekrety Darrina. Lilly jest z jednej strony wściekła, zaś z drugiej jest głęboko zraniona. Natomiast ludzie, którym Hill obiecał pieniądze wpadają w panikę. Lilly mówi Darrinowi, że nie dba o jego postępowanie oraz stwierdza, że wykorzystała go tak, jak on wykorzystał ją. Po tym, jak oświadczyła, że nie chce mieć nic wspólnego z Hillem, mężczyzna decyduje się na powrót do Nowego Jorku, gdzie ponownie zaoferowano mu pracę. Na miejscu awansuje oraz odnosi duże sukcesy, jednak uświadamia sobie, że wszystko to nie ma znaczenia bez chóru i Lilly.
Hill rzuca pracę i powraca do Monte Carlo, gdzie godzi się z Lilly i Luciousem. Trójka wyrusza wspólnie na Gospel Explosion, aby powstrzymać Paulinę. Gdy tam docierają namawiają członków chóru do głosowania w celu usunięcia jej z zespołu. Przed rozpoczęciem występu Darrin mówi Lilly, że to ona zainspirowała go do nazwania chóru The Fighting Temptations (wojna pokus).
Występ chóru spotyka się z owacjami na stojąco. Zespół wygrywa, a Darrin prosi Lilly o rękę. Osiemnaście miesięcy później są już małżeństwem z małym dzieckiem. Poza tym do chóru powraca Paulina, która pogodziła się z Hillem.

## Przyjęcie
Film nie odniósł dużego sukcesu komercyjnego; przy budżecie ok. 30.000.000 dolarów dochód ze sprzedaży biletów wyniósł 32.750.821 dolarów.
Wojna pokus spotkał się także z mieszanymi opiniami od krytyków. Podczas gdy Roger Ebert zrecenzował film pozytywnie, Richard Roeper ocenił go negatywnie. Jednak obaj krytycy pochwalili grę oraz śpiew Knowles.

## Ścieżka dźwiękowa
Ścieżka dźwiękowa ukazała się na krótko przed premierą obrazu. Album uzyskał głównie pozytywne recenzje i odniósł większy sukces od samego filmu.
Jedyną piosenką na albumie, która nie została wykorzystana w filmie jest „Summertime”. Poza tym inny utwór, „Come Back Home”, pojawił się w Wojnie pokus, jednak nie został wydany na soundtracku ani nie jest dostępny online.

## Obsada

### Role główne
- Cuba Gooding Jr. jako Darrin Hill
- Beyoncé Knowles jako Lilly
- Mike Epps jako Lucious
- Latanya Richardson jako Paulina Lewis-Pritchett
- Wendell Pierce jako Paul Lewis
- Lourdes Benedicto jako Rosa Lopez
- Ann Nesby jako ciotka Sally Walker
- Dakin Matthews jako szef

### Role drugoplanowe
- Rue McClanahan jako Nancy Stringer
- T-Bone jako Briggs
- Montell Jordan jako Johnson
- Eddie Levert jako Joseph
- Angie Stone jako Alma
- Melba Moore jako Bessie Cooley
- Lil' Zane jako Derek
- Dave Sheridan jako Bill
- Lou Myers jako Homer
- Mickey Jones jako Scooter
- Faizon Love jako Luther Washington
- Eric Nolan Grant jako Samuel
- Walter Williams Sr. jako Frank
- Darrell Vanterpool jako Dean
- James E. Gaines jako dziadek Lilly
- Steve Harvey jako DJ Miles

### Role gościnne
- Shirley Caesar jako ona sama
- The Blind Boys of Alabama jako oni sami
- Mary Mary jako oni sami

## Sequel
W 2003 roku Mickey Jones przyznał w wywiadzie, że ma nadzieję, iż wypadł w filmie dobrze, gdyż wszyscy główni aktorzy podpisali już umowy na kontynuację. Jednak od tego czasu nie pojawiły się żadne informacje na temat możliwego sequelu. Przyczynić się mógł do tego umiarkowany sukces komercyjny pierwszej części oraz zróżnicowane opinie krytyków.

## Nagrody i nominacje
- BET Comedy Awards
  - Najlepsza aktorka: Beyoncé Knowles (nominacja)
  - Najlepszy aktor drugoplanowy: Mike Epps (nominacja)

- Black Reel Awards
  - Najlepszy aktor: Cuba Gooding Jr. (nominacja)
  - Najlepsza aktorka: Beyoncé Knowles (nominacja)
  - Najlepszy scenariusz: Elizabeth Hunter & Saladin K. Patterson (nominacja)
  - Najlepszy film (nominacja)
  - Najlepsza ścieżka dźwiękowa (wygrana)
  - Najlepsza piosenka filmowa: „He Still Loves Me” – Beyoncé Knowles & Walter Williams Sr. (wygrana)

- Image Awards
  - Najlepszy film (wygrana)
  - Najlepsza aktorka: Beyoncé Knowles (nominacja)

- Złote Maliny
  - Najgorszy aktor: Cuba Gooding Jr (nominacja)